# Austria en los Juegos Olímpicos de Río de Janeiro 2016
Austria estuvo representada en los Juegos Olímpicos de Río de Janeiro 2016 por un total de 71 deportistas que compitieron en 22 deporte. Responsable del equipo olímpico es el Comité Olímpico Austríaco, así como las federaciones deportivas nacionales de cada deporte con participación.
La portadora de la bandera en la ceremonia de apertura fue la tenista de mesa Liu Jia.

## Medallistas
El equipo olímpico de Austria obtuvo las siguientes medallas:
| Nombre                   | Deporte | Competición |
| ------------------------ | ------- | ----------- |
| Oro                      |         |             |
| —                        |         |             |
| Plata                    |         |             |
| —                        |         |             |
| Bronce                   |         |             |
| Thomas Zajac Tanja Frank | Vela    | Nacra 17    |